# Morningrise
Morningrise is het tweede studioalbum van de Zweedse metalband Opeth.
Het album werd opgenomen in de Unisound-studios van Dan Swanö in het Zweedse Örebro en op 24 juni 1996 uitgebracht. Het was het laatste Opethalbum geproduceerd door Dan Swanö en tevens het laatste met Johan DeFarfalla en Anders Nordin als ritmesectie. Net als het vorige album, Orchid, combineert Opeth progressieve rock en progressieve metal met deathmetal en black metal. Opvallend is dat het album meer dan 66 minuten duurt, doch slechts vijf nummers bevat. Alle nummers duren meer dan tien minuten en het nummer "Black Rose Immortal" is met meer dan 20 minuten het langste nummer van Opeth aller tijden. In 2000 werd het album opnieuw uitgegeven met het nummer "Eternal Soul Torture" (een demo uit 1992) als bonustrack.

## Nummers
1. "Advent" (13.45)
2. "The Night and the Silent Water" (10.59)
3. "Nectar" (10.09)
4. "Black Rose Immortal" (20.15)
5. "To Bid You Farewell" (10.54)
6. "Eternal Soul Torture" (8.35) (bonustrack op heruitgave)

## Bezetting
- Mikael Åkerfeldt - zang, leadgitaar
- Peter Lindgren - slaggitaar
- Johan DeFarfalla - basgitaar
- Anders Nordin - drums, percussie